# 레이디 헬렌 테일러
레이디 헬렌 마리나 루시 테일러(Lady Helen Marina Lucy Taylor, 1964년 4월 28일 ~ )는 영국 왕실의 친척이다. 그녀는 켄트 공작 에드워드와 켄트 공작부인 캐서린의 딸이고 조지 5세의 증손녀이다. 그녀는 현재 영국 왕위 계승 서열 48위이다.